# Dance (Our Own Party)
Dance (Our Own Party) ist ein Lied der maltesischen Indie-Pop-Band The Busker. Mit dem Titel vertrat sie Malta beim Eurovision Song Contest 2023 in Liverpool.

## Hintergrund
Der Song wurde von David Meilak, Jean Paul Borg, Matthew James Borg, Michael Joe Cini und Sean Meachen geschrieben. Es handelt sich um einen Indie-Pop-Song mit Retro-Funk-Einflüssen. So spielt ein Saxofon einige Passagen. Verglichen wurde der Titel etwa mit Uptown Funk von Bruno Mars. Es geht um eine Person, die sich auf einer Party zurechtfinden muss, sich jedoch davor fürchtet, andere Leute anzusprechen. Lieber würde der Protagonist alleine und für sich oder mit einigen Freunden tanzen.
Der Song wurde am 3. März 2023 veröffentlicht. The Busker gewann damit den maltesischen Vorentscheid Malta Eurovision Song Contest 2023.

## Beim Eurovision Song Contest
Malta nahm mit dem Titel am 67. Eurovision Song Contest teil, der vom 9. bis 13. Mai 2023 stattfand. Dance (Our Own Party) wurde dem ersten Halbfinale zugelost und startete dort an zweiter Stelle der 15 Teilnehmer. Mit nur 3 Punkten konnte er sich jedoch nicht für das Finale des Wettbewerbs qualifizieren und erreichte sogar den letzten Platz.